# Stegana pallipes
Stegana pallipes är en tvåvingeart som beskrevs av Christian Rudolph Wilhelm Wiedemann 1830. Stegana pallipes ingår i släktet Stegana och familjen daggflugor. Inga underarter finns listade i Catalogue of Life.